# لام مجازی

لام مجازی بدست آمده از یک نمونه Acute Ordinary Hepatitis اخذ شده‌است. تصویر برداری از این نمونه با استفاده از بزرگنمایی 40x و روش «عمق میدان گسترش یافته» انجام پذیرفته‌است.

لام مجازی (یا لام دیجیتال) (به انگلیسی: Virtual Slide) یک فایل دیجیتال است که هنگام اسکن لام‌های شیشه‌ای توسط دستگاه‌های تصویر برداری میکروسکوپی یا اسکنر لام کامل (به انگلیسی: Whole Slide Scanner) تشکیل می‌شود. لام مجازی متشکل از چندین تصویر رقومی در چندین مقیاس مختلف است که نهایتاً در کنار یکدیگر یک تصویر بزرگ رزولوشن بالا را تشکیل می‌دهند (رزولوشن تصاویر لام‌های مجازی می‌تواند تا حد چند ده گیگاپیکسل تجاور کند. لام‌های مجازی را می‌توان در حوزه‌های مختلف علوم پزشکی، علوم آزمایشگاهی، زیست‌شناسی و علم مواد استفاده نمود، اما امروز عمده کاربرد آنها در حوزه علوم پاتولوژی (تشخیص، تحقیق و آموزش) است.
از لام مجازی می‌توان به عنوان جایگزینی برای روشهای سنتی به هدف معاینه از راه دور بهره برد.